# Зубний наліт

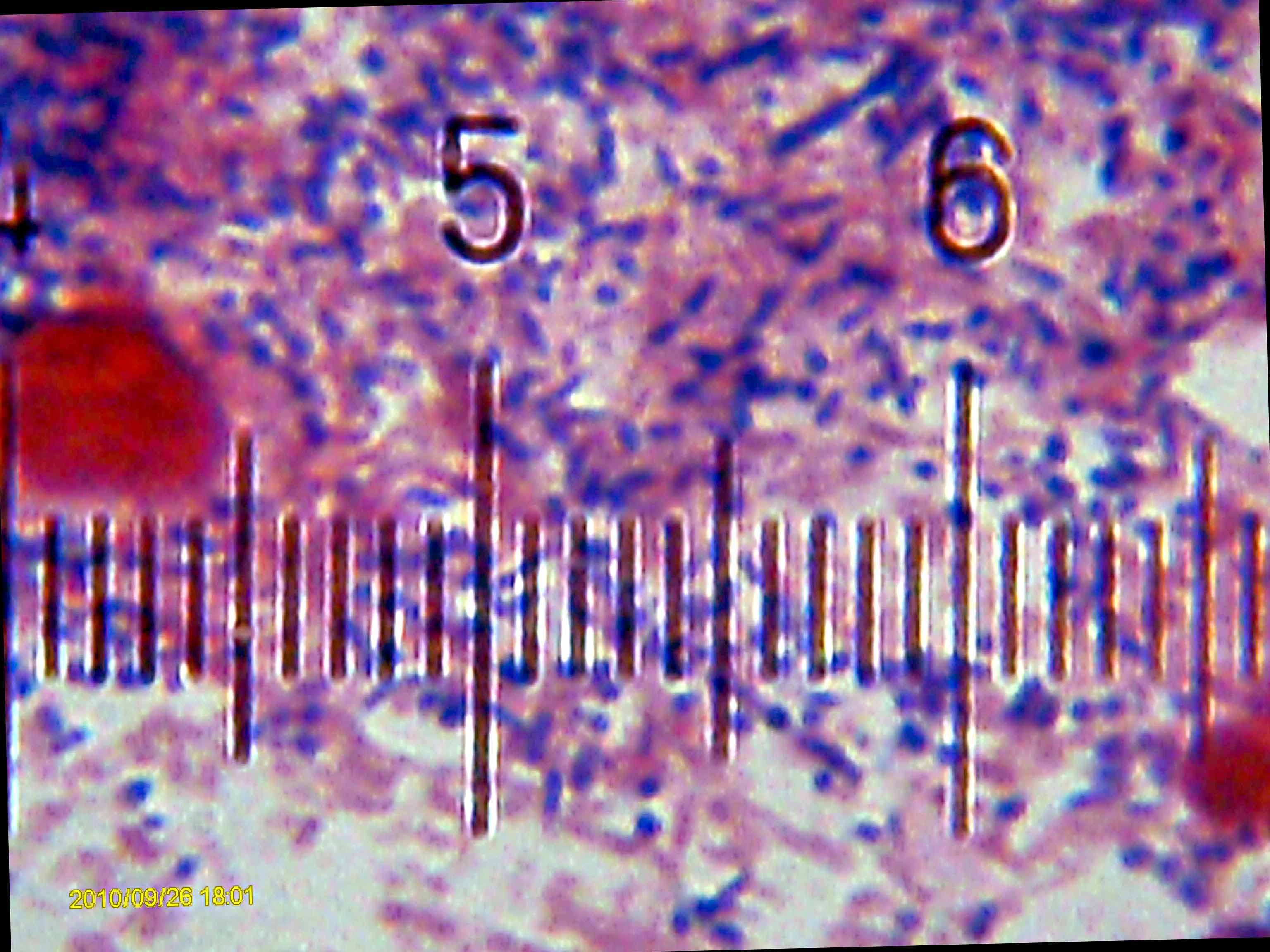
Скупчення бактерій під мікроскопом

Зубний наліт  ― неструктуроване м’яке відкладення на поверхні зуба, що  складаються із мікроорганізмів, злущених епітеліальних клітин, лейкоцитів і суміші протеїнів слини. На відміну від зубної бляшки він не має впорядкованої структури.

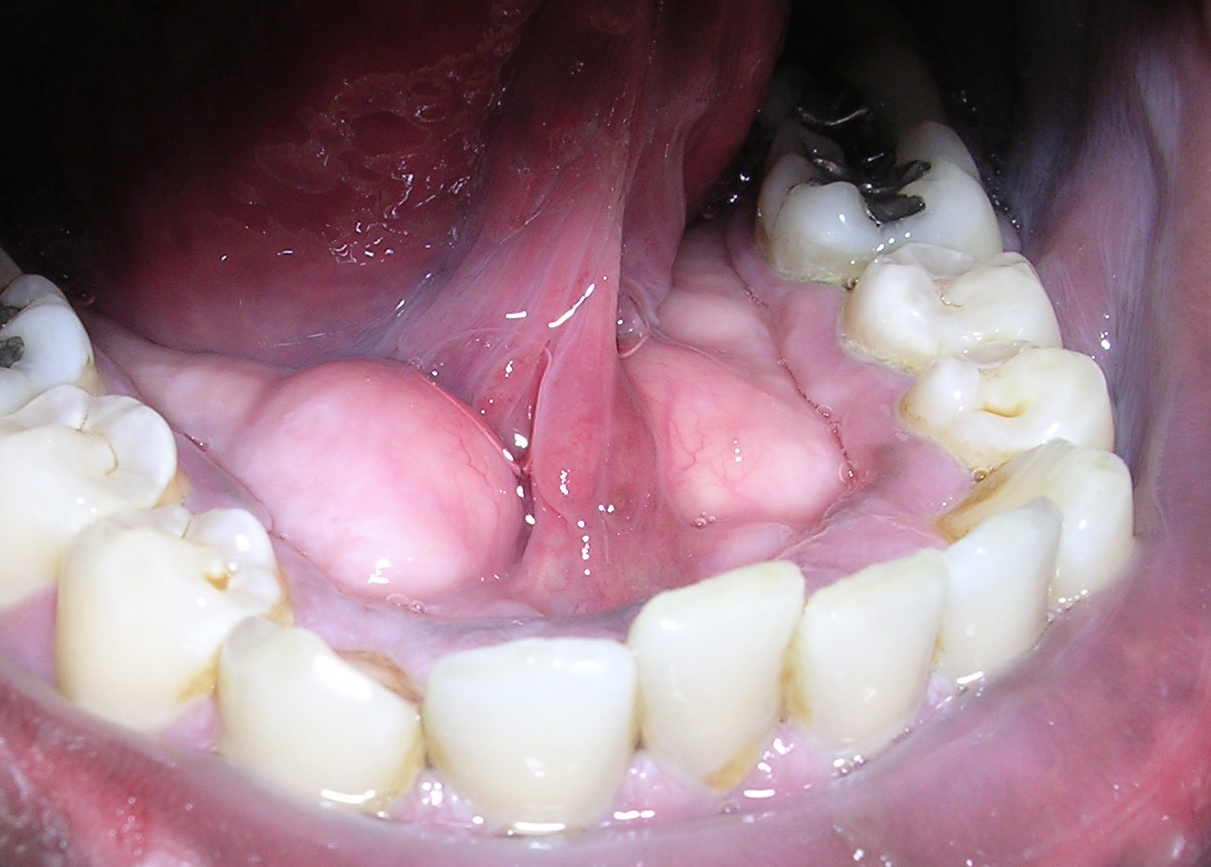
Темно-жовтий наліт у місцях недостатньої обробки зубів

## Фактори, що впливають на процес утворення нальоту
- Реакція середовища (рівень pH).
- Характер харчування.
- Заходи, що вживаються для гігієни порожнини рота.

## Цікаві факти
- Зубний наліт може утворюватися на поверхні пломб.
- Склад нальоту на зубах верхньої і нижньої щелепи різниться.
- З плином часу кількість і якість бактерій в нальоті змінюється. Якщо зуби були очищені від нальоту кілька годин тому, бактерій мало (десятки тисяч на 1 г речовини) і вони переважно аеробні, якщо минуло кілька діб — їх багато (до сотень мільярдів) і вони здебільшого анаеробні; дані факти підтверджують твердження про те, що зуби варто чистити часто і ретельно.
- Прогресуючи, зубний наліт створює умови для колонізації поверхні окремих зубів і міжзубного простору бактеріями, які можуть викликати карієс.